# Abapeba lugubris
Abapeba lugubris är en spindelart som först beskrevs av Schenkel 1953.  Abapeba lugubris ingår i släktet Abapeba och familjen flinkspindlar.
Artens utbredningsområde är Venezuela. Inga underarter finns listade i Catalogue of Life.